# HERA (Teilchenbeschleuniger)

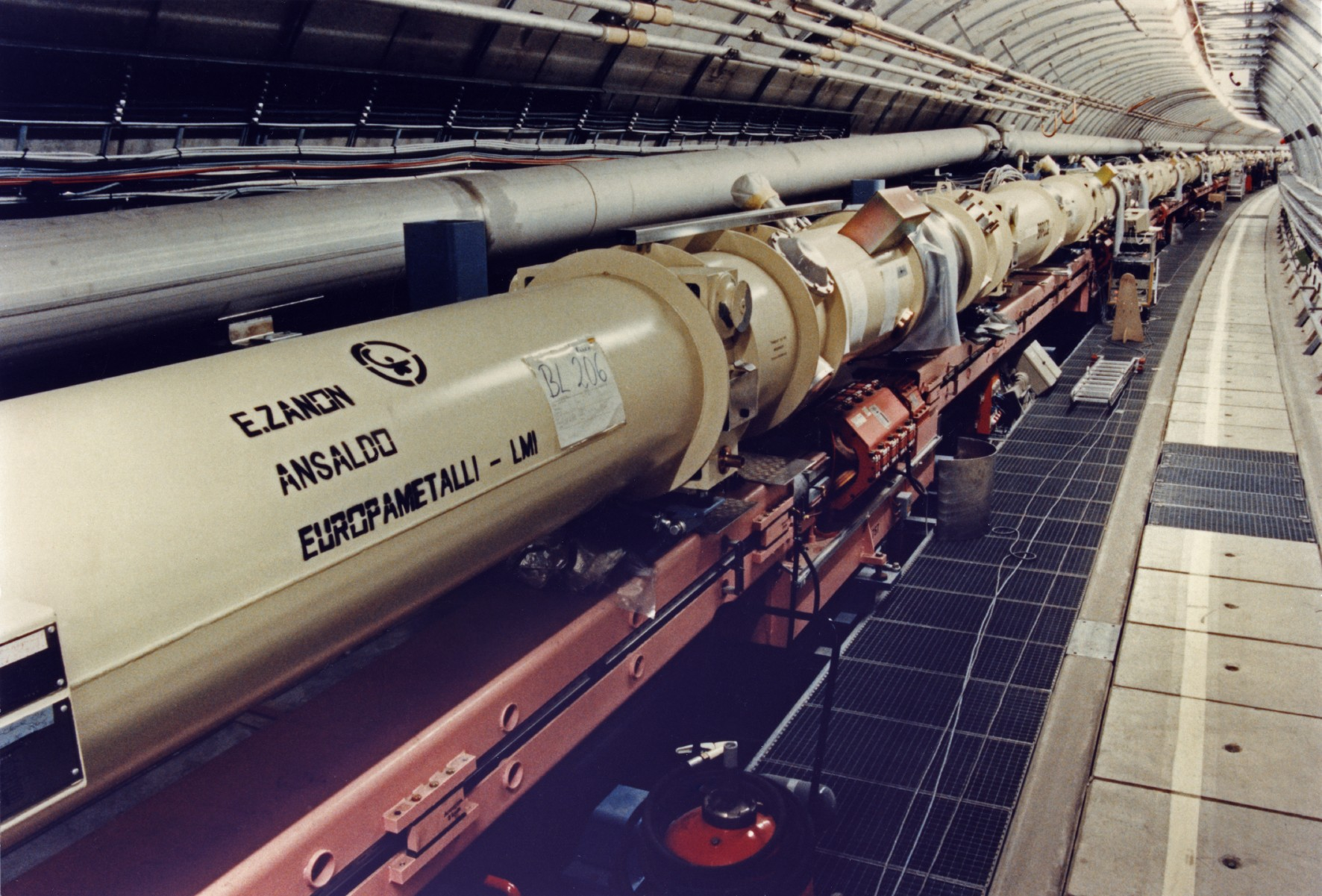
Blick in den Tunnel der Speicherringanlage HERA bei DESY. Der Protonenbeschleuniger mit supraleitenden Magneten verläuft oberhalb des Elektronenbeschleunigers.

Der Teilchenbeschleuniger HERA (Hadron-Elektron-Ring-Anlage) war mit einem Umfang von 6336 m der größte Ringbeschleuniger des Forschungszentrums DESY in Hamburg und das bisher größte Forschungsinstrument Deutschlands. Die Anlage war von 1991 bis 2007 in Betrieb.
HERA war die einzige Speicherringanlage weltweit, in der Protonen mit den viel leichteren Elektronen oder deren Antiteilchen, den Positronen, zur Kollision gebracht werden konnten (siehe auch Colliding-Beam-Experiment). Dabei wirkte das punktförmige Elektron bzw. Positron wie eine Sonde, die die innere Struktur des Protons abtastet und sichtbar macht. Insgesamt vier Experimente – H1, ZEUS, HERMES und HERA-B – waren in unterirdischen Hallen an HERA aufgebaut und untersuchten den Aufbau von Protonen aus Quarks und Gluonen und die Eigenschaften schwerer Quarks. Die genauen Einblicke von HERA in das Innere des Protons bildeten die Grundlage für zahlreiche weitere Teilchenphysikexperimente, insbesondere am Large Hadron Collider (LHC) beim Forschungszentrum CERN, und für eine Vielzahl von Entwicklungen der theoretischen Teilchenphysik.

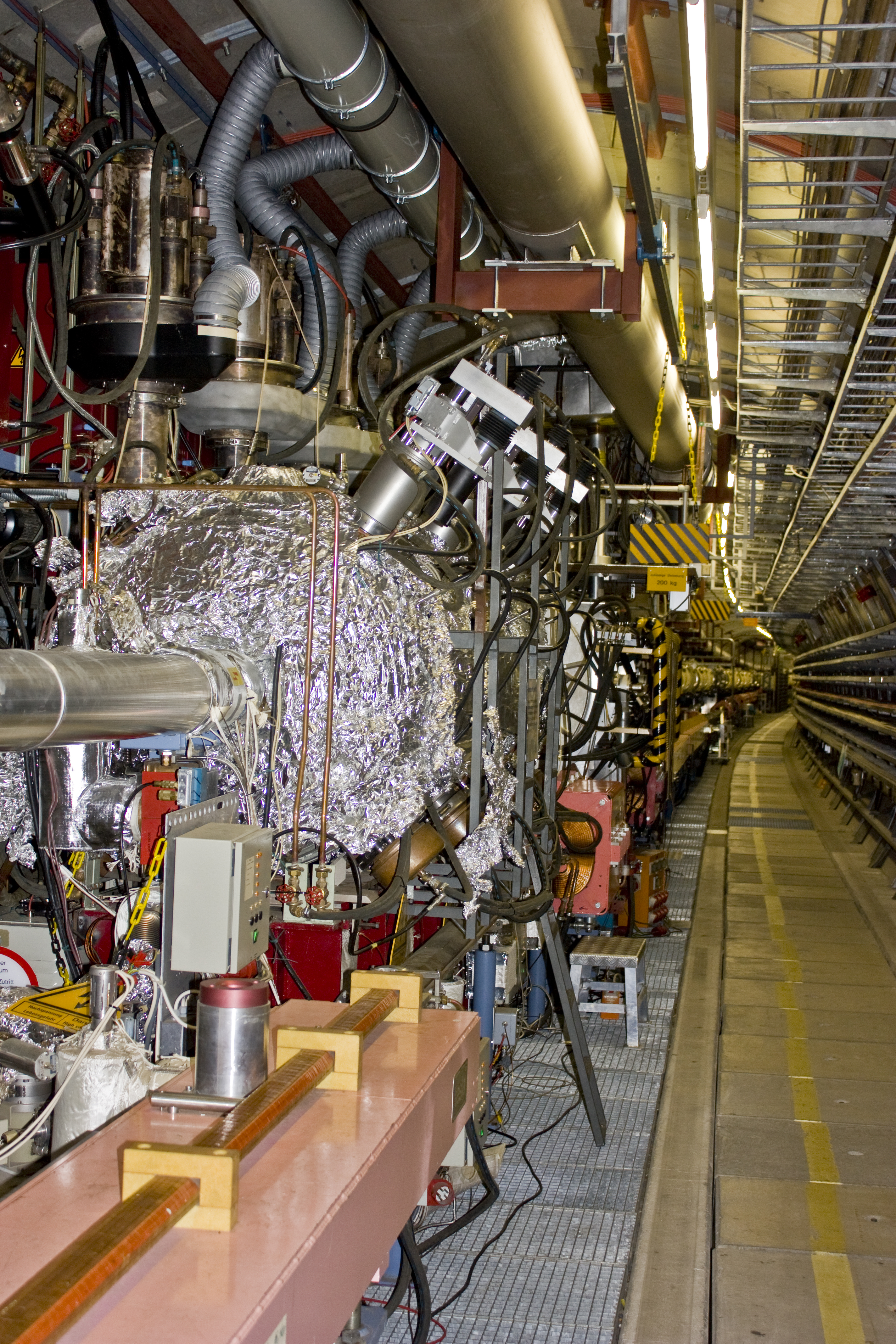
HERA: Blick in den Ringbeschleuniger. Vorn links in Alufolie eingewickelt: einer der Hohlraumresonatoren aus Kupfer zur Beschleunigung der Protonen

Der Bau der in einem unterirdischen Ringtunnel verlaufenden Anlage begann 1984, im November 1990 wurde der Beschleuniger in Betrieb genommen. Am 19. Oktober 1991 gelang die erste Proton-Elektron-Kollision. Somit konnten die ersten Experimente 1992 ihren Messbetrieb beginnen. HERA war bis Ende Juni 2007 in Betrieb.
Der HERA-Beschleuniger wurde in internationaler Zusammenarbeit gebaut. Für die Anlage wurden neue Technologien entwickelt. HERA war der erste Teilchenbeschleuniger, bei dem supraleitende Magnete in großem Umfang eingesetzt wurden.

## Aufbau

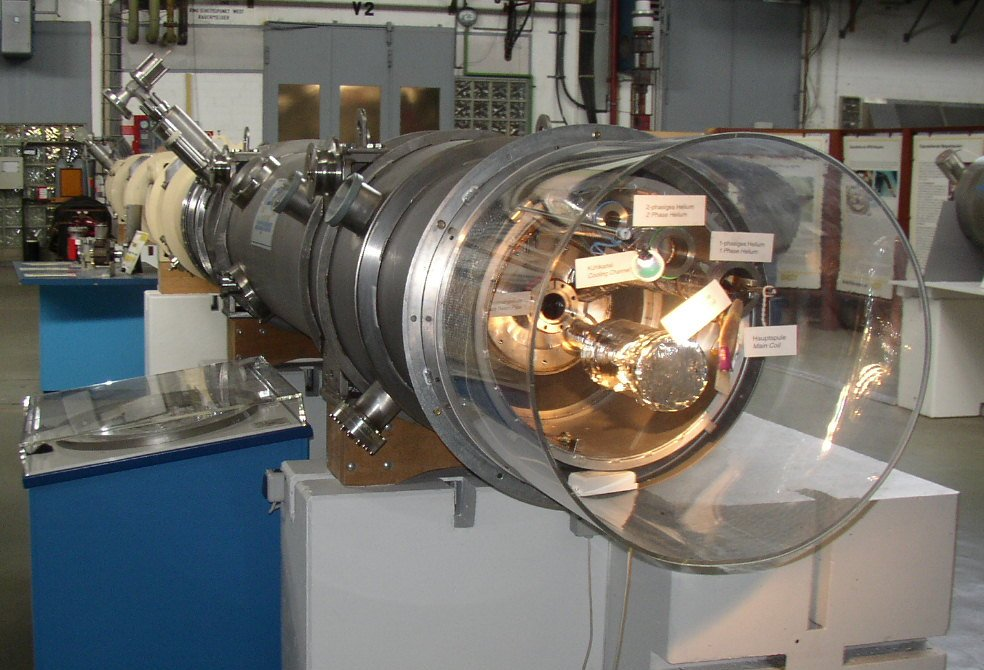
Segment des Teilchenbeschleunigers HERA; im Inneren befinden sich die supraleitenden Magnete, die die Protonen auf eine Kreisbahn zwingen

Der Tunnel von HERA befindet sich 10 bis 25 m unter der Erdoberfläche und hat einen Innendurchmesser von 5,2 m. Für den Bau kam dieselbe Technik mittels Tunnelbaumaschinen zur Anwendung, die sonst für den Bau von U-Bahn-Tunneln eingesetzt wird. In der Tunnelröhre verliefen zwei übereinanderliegende, ringförmige Teilchenbeschleuniger. Der eine beschleunigte Elektronen bzw. Positronen auf eine Energie von 27,5 GeV, der andere Protonen auf eine Energie von 920 GeV. Beide Teilchenstrahlen durchflogen ihre Beschleunigerringe in entgegengesetzter Richtung annähernd mit Lichtgeschwindigkeit etwa 47.000 Mal in einer Sekunde.

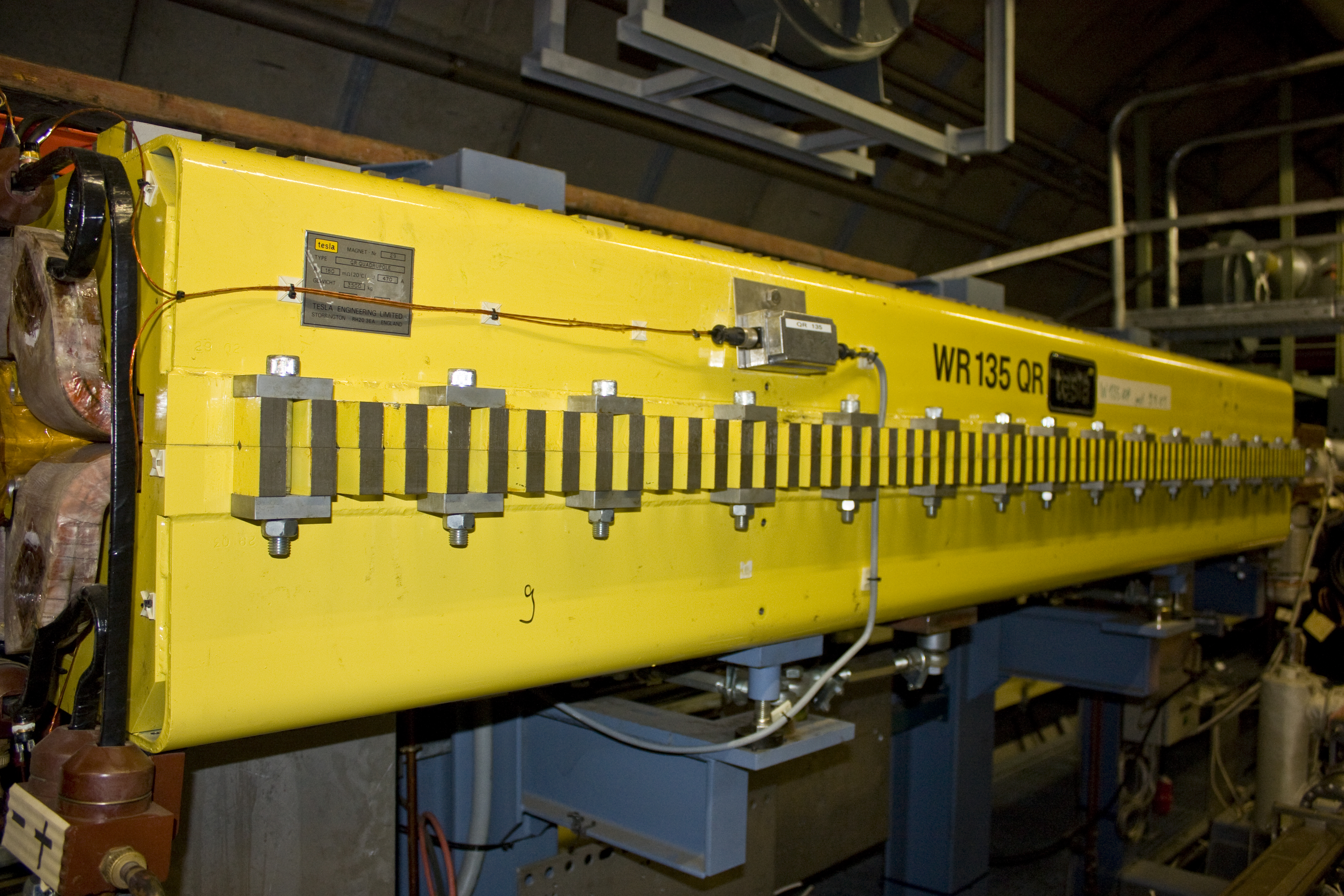
HERA: Quadrupolmagnet im Ringbeschleuniger, Masse: 3500 kg

An zwei Stellen des Rings konnten der Elektronen- bzw. Positronenstrahl und der Protonenstrahl zur Kollision gebracht werden. Dabei wurden Elektronen oder Positronen an den Bausteinen des Protons, den Quarks, gestreut. Die Produkte dieser Teilchenreaktionen, das gestreute Lepton und die aus der Fragmentation des Protons entstehenden Hadronen, wurden in zwei großen Detektoren (H1 und ZEUS) nachgewiesen. Zusätzlich gab es im HERA-Ring zwei weitere Wechselwirkungszonen, bei denen die Teilchen mit ruhenden Targets kollidieren konnten (Detektoren HERMES und HERA-B). Alle vier Zonen sind in großen unterirdischen Hallen untergebracht, die jeweils ca. 1,5 km voneinander entfernt sind.

## Das HERA-Modell internationaler Zusammenarbeit
HERA war das erste international finanzierte Großprojekt in der Teilchenforschung. Zuvor war der Bau von Beschleunigern stets zu 100 % vom jeweiligen Standortstaat finanziert worden, und die durchführenden nationalen und ausländischen Institute beteiligten sich lediglich an den von ihnen genutzten Experimenten. Der Wunsch nach der Beschleunigeranlage HERA war jedoch so groß, dass sich internationale Einrichtungen bereiterklärten, auch zum Bau des Teilchenbeschleunigers beizutragen. Insgesamt beteiligten sich zwölf Länder mit mehr als 45 Instituten am Bau der Anlage (ca. 22 % der HERA-Baukosten von ca. 700 Mio. € wurden von ausländischen Einrichtungen übernommen).
Nach dem Vorbild von HERA wurden in den folgenden Jahren viele wissenschaftliche Großprojekte gemeinschaftlich durch mehrere Staaten getragen. Inzwischen hat sich das Modell etabliert, und die internationale Kooperation schon beim Bau der Anlagen ist weit verbreitet.

## Die HERA-Experimente
In den vier unterirdischen HERA-Hallen waren die Experimente H1, ZEUS, HERMES und HERA-B untergebracht, die jeweils von einer eigenen internationalen Arbeitsgruppe gebaut und betrieben wurden. Teilweise werden weiterhin Daten der Experimente ausgewertet (Stand: 2022).

### H1 und ZEUS

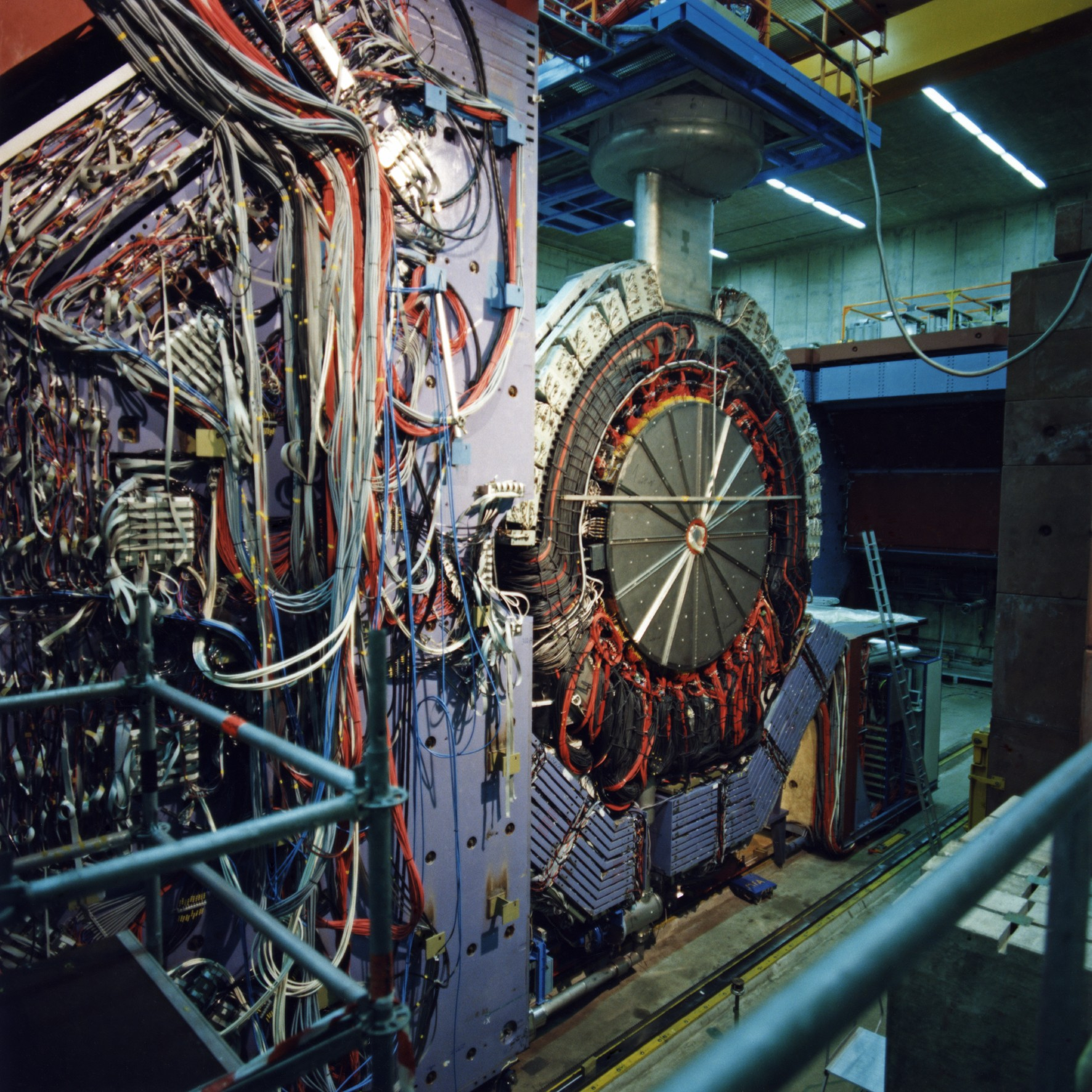
Der H1-Detektor im Aufbau

H1 und ZEUS waren Universaldetektoren für Kollisionen von Elektronen und Protonen. Beide waren von 1992 bis 2007 in Betrieb. Der H1-Detektor befand sich in der HERA-Halle Nord, war 12 m × 10 m × 15 m groß und ca. 2.800 Tonnen schwer. ZEUS stand in der HERA-Halle Süd, war 12 m × 11 m × 20 m groß und wog ca. 3.600 Tonnen.

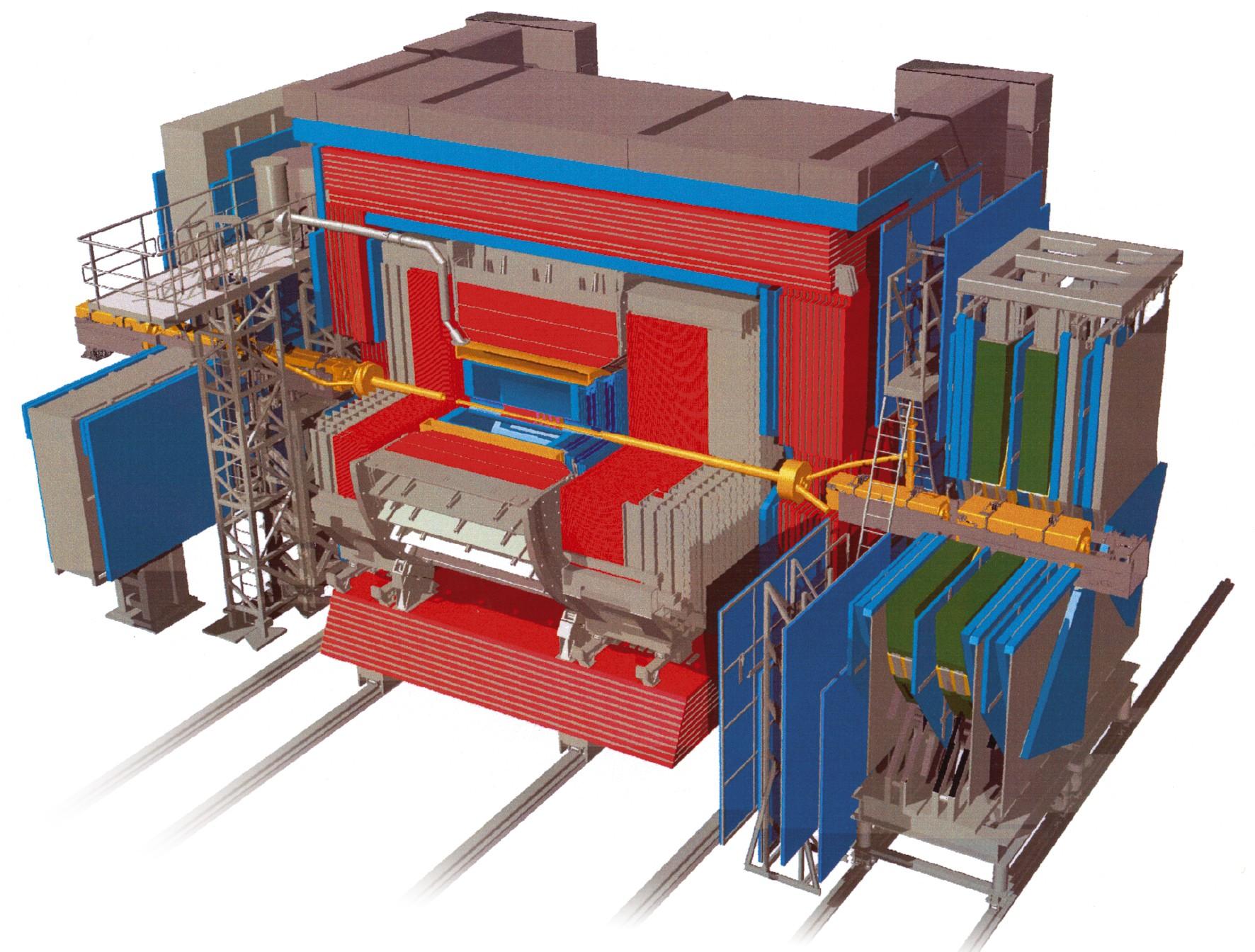
Schema des ZEUS-Detektors

Das H1-Experiment wurde von einer internationalen Forschungsgruppe („Kollaboration“) von etwa 400 Forschenden von 37 Instituten aus 16 Ländern entwickelt und betrieben, an ZEUS waren etwa 450 Personen aus 56 Instituten in 18 Ländern beteiligt. Die Komponenten für beide Detektoren wurden entsprechend von zahlreichen Instituten in verschiedenen Ländern entwickelt und gebaut und schließlich bei DESY endmontiert. Dabei übernahmen die teilnehmenden Institute jeweils die Verantwortung für den Bau, den Betrieb und die eventuelle Weiterentwicklung der betreffenden Detektorkomponenten. Die Detektoren wurden zu Strahlzeiten rund um die Uhr im Schichtbetrieb betrieben.

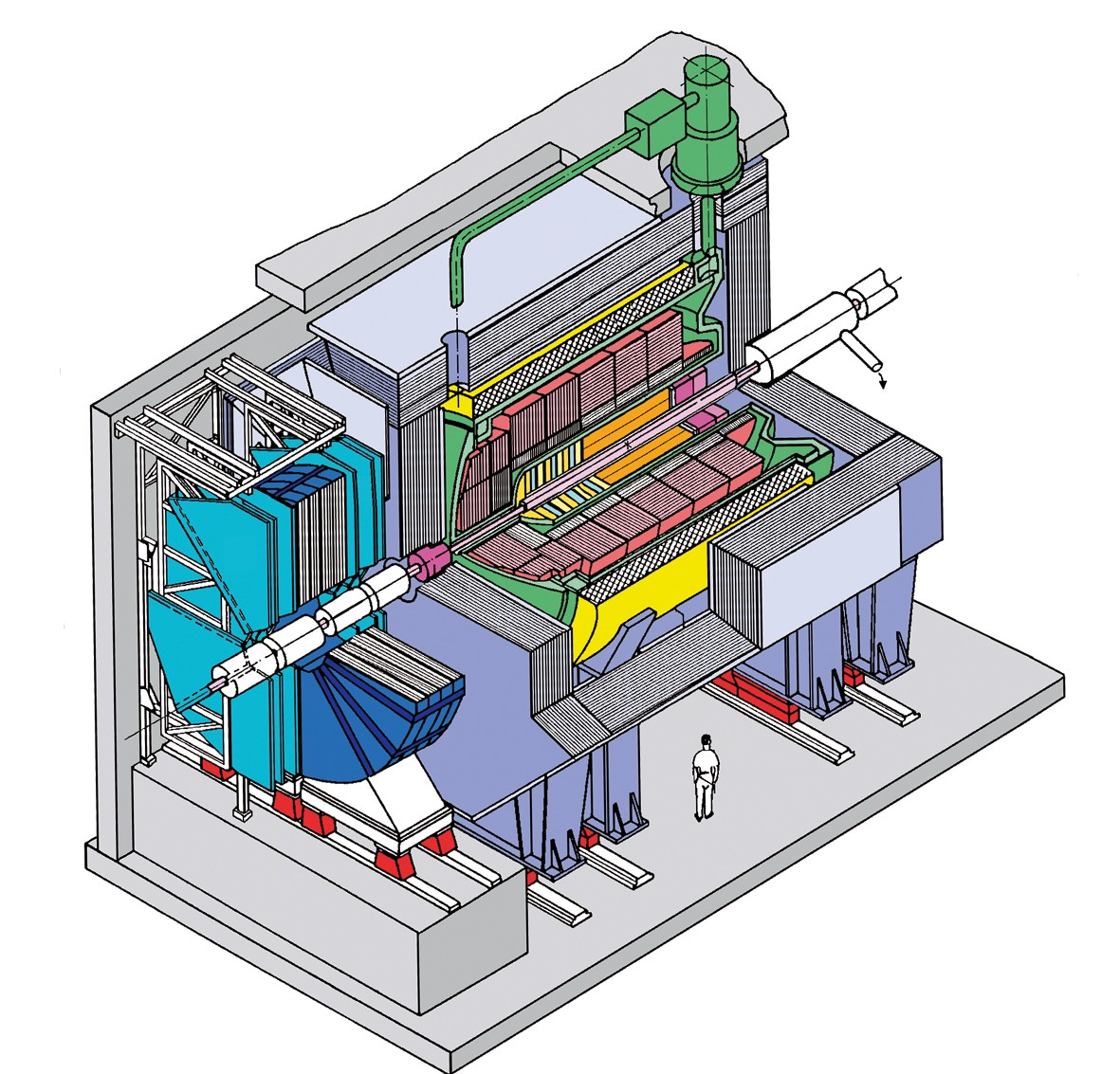
Schema des H1-Detektors

Als Teilchendetektoren für Colliding-Beam-Experimente waren H1 und ZEUS zylinderförmig aufgebaut. Um möglichst jedes der nach der Teilchenkollision in alle Richtungen davonfliegenden Reaktionsprodukte nachweisen und identifizieren zu können, waren die verschiedenen Detektorkomponenten in einer Zwiebelschalenstruktur um den Wechselwirkungspunkt von Elektronen- und Protonenstrahl herum angeordnet. Dabei dient die innerste Lage dazu, den Wechselwirkungsort der Strahlteilchen und den Zerfallsort kurzlebiger Teilchen zu bestimmen. Driftkammern vermessen die Spuren elektrisch geladener Teilchen. Ihre Flugbahn wird durch ein Magnetfeld gekrümmt, so dass sich ihr Impuls bestimmen lässt. Die nächste Lage besteht aus Kalorimetern, die die Energie von einzelnen Teilchen oder Teilchenjets messen. Die äußerste Schicht bilden Myon-Detektoren.
Aufgaben von H1 und ZEUS waren die Entschlüsselung der inneren Strukturen des Protons, die Erforschung der starken Wechselwirkung sowie die Suche nach neuen Formen der Materie und nach in der Teilchenphysik unerwarteten Phänomenen.
H1 und ZEUS konnten zeigen, dass sich zwei fundamentale Naturkräfte, die elektromagnetische Kraft und die schwache Kraft, bei hohen Energien vereinigen. Bei niedrigen Energien ist die schwache Kraft erheblich schwächer als die elektromagnetische Kraft, weshalb sie im Alltag nicht bemerkbar ist. Bei den Kollisionsenergien der Teilchen in HERA werden beide Kräfte jedoch gleich stark. Dies half beim Nachweis, dass beide Kräfte einen gemeinsamen Ursprung haben, die elektroschwache Kraft, und war ein wesentlicher Schritt in Richtung einer Vereinheitlichung aller fundamentalen Kräfte.

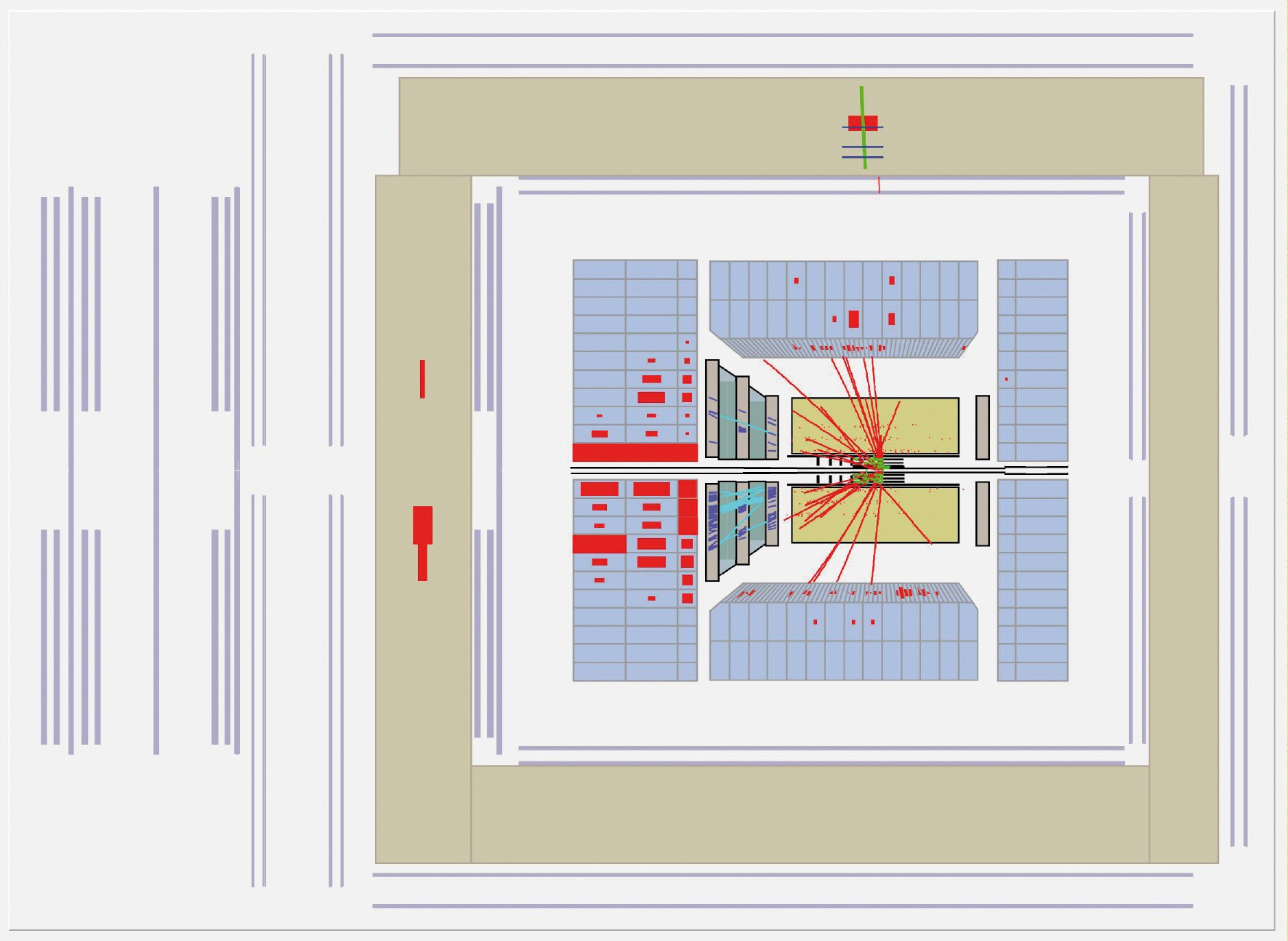
Positron-Proton-Kollisionsereignis, aufgenommen vom ZEUS-Detektor (Datennahme Januar 2004)

Die Teilchenkollisionen, die in H1 und ZEUS gemessen wurden, lieferten Aufschluss über die Stärke der starken Kraft. Dabei konnte erstmals in einem einzigen Experiment über einen großen Energiebereich hinweg die Stärke der starken Kraft vermessen und die Änderung der Stärke belegt werden: Je dichter Quarks beieinander sind, desto geringer ist die starke Kraft zwischen ihnen. Je größer die Entfernung zwischen den Quarks, desto stärker wirkt die starke Kraft, die die Quarks zusammenhält.
Durch die Messungen von H1 und ZEUS konnte das Verständnis vom Aufbau des Protons erweitert und verbessert werden. Die Teilchenkollisionen in HERA stellen zugleich einen Zustand nach, der kurze Zeit nach dem Urknall im Universum herrschte. Die Forschung am HERA-Beschleuniger erweiterte deshalb ebenfalls das Verständnis über die ersten Momente nach dem Urknall.

### HERMES

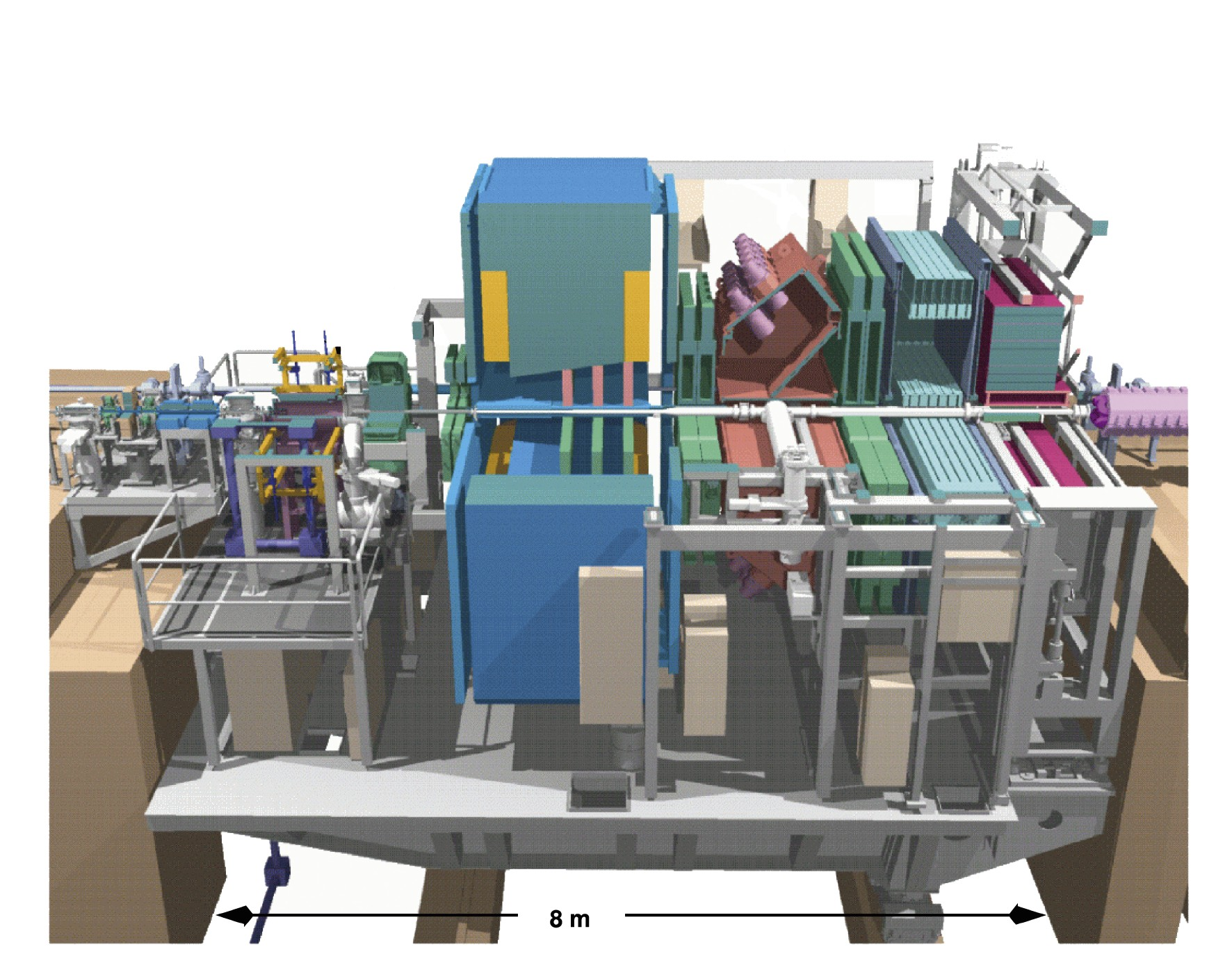
Schema des HERMES-Detektors

HERMES war ein Strahl-Target-Experiment in der HERA-Halle Ost und wurde von 1995 bis 2007 betrieben. Der longitudinal polarisierte Elektronenstrahl von HERA wurde dabei für die Untersuchung der Spin-Struktur von Nukleonen genutzt. Dazu wurden die Elektronen mit einer Energie von 27,5 GeV an einem internen Gas-Target gestreut. Dieses Target und der Teilchendetektor wurden speziell im Hinblick auf spinpolarisierte Physik konstruiert. Der Detektor war 3,50 m × 8 m × 5 m groß und wog ca. 400 Tonnen. Die HERMES-Kollaboration umfasste mehrere hundert Mitglieder von 22 Instituten aus neun Ländern.
Da die meisten Reaktionsprodukte bei einem Targetexperiment kegelförmig in Richtung des eintreffenden Strahls weiterlaufen, waren die Detektorkomponenten bei HERMES nicht wie bei H1 und ZEUS um den Wechselwirkungspunkt herum, sondern in aufeinander folgenden Lagen hinter dem Wechselwirkungspunkt angeordnet. Die einzelnen Komponenten funktionierten nach den gleichen Prinzipien wie bei den Colliding-Beam-Experimenten.
HERMES untersuchte, wie der Gesamtspin eines Protons entsteht. Dieser lässt sich nur zu einem Drittel durch die Spins der drei Hauptbestandteile des Protons, der drei Valenzquarks, erklären. HERMES konnte zeigen, dass auch die Spins der Gluonen im Proton einen wesentlichen Teil zum Gesamtspin beitragen. Der Spin der Seequarks im Proton trägt hingegen nur einen geringen Teil zum Gesamtspin bei.

### HERA-B

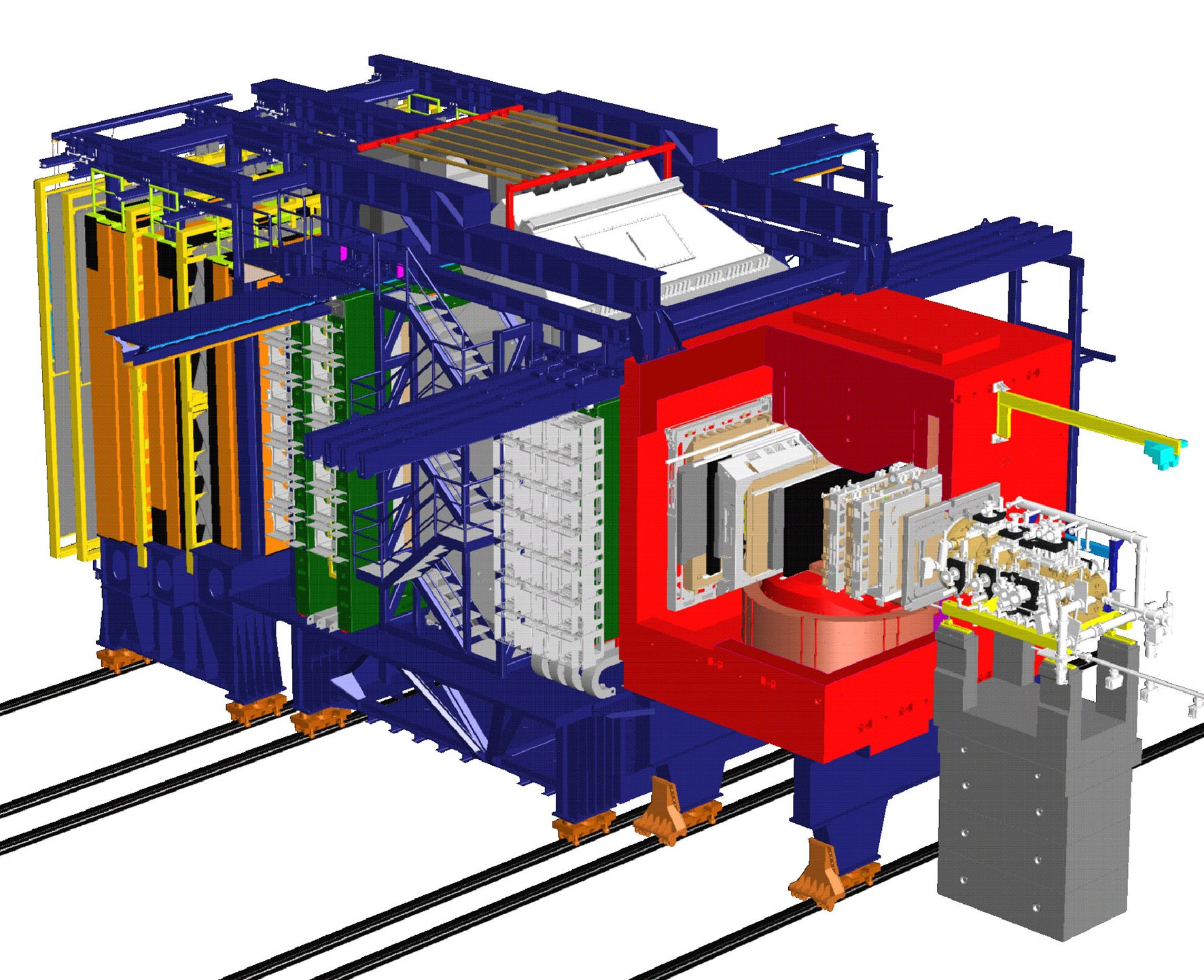
Schema des HERA-B-Detektors

HERA-B war ein Strahl-Target-Experiment in der HERA-Halle West und sammelte zwischen 1999 und Februar 2003 Daten. Die Maße des Teilchendetektors betrugen 8 m × 20 m × 9 m, sein Gewicht ca. 1.000 Tonnen. Bei HERA-B kollidierte der Protonenstrahl im Detektor mit festen Aluminiumdrähten und erzeugte so Teilchen, die aus schweren Quarks bestehen, darunter auch B-Mesonen. Wie bei HERMES waren auch die Komponenten des Targetexperiments HERA-B in aufeinander folgenden Lagen hinter dem Wechselwirkungspunkt angeordnet. Der Detektor wurde von etwa 250 Forschenden von 33 Instituten aus 13 Ländern gebaut und betrieben.
B-Mesonen dienen u. a. zur Untersuchung der Symmetrie in der Physik. Mit B-Mesonen lässt sich die Frage untersuchen, warum das Universum heute fast nur aus Materie besteht, obwohl im Urknall Materie und Antimaterie in gleichen Mengen entstanden. Später konzentrierten sich die Forschungen an HERA-B auf spezielle Fragen zur starken Kraft, z. B. wie Elementarteilchen aus schweren Quarks in Materie entstehen und wie diese Teilchen mit der Materie reagieren.